# Lago di Caselette
Il Lago di Caselette, in origine Lago Inferiore di Caselette, è un lago del Piemonte situato nel territorio dell'omonimo comune.

## Caratteristiche

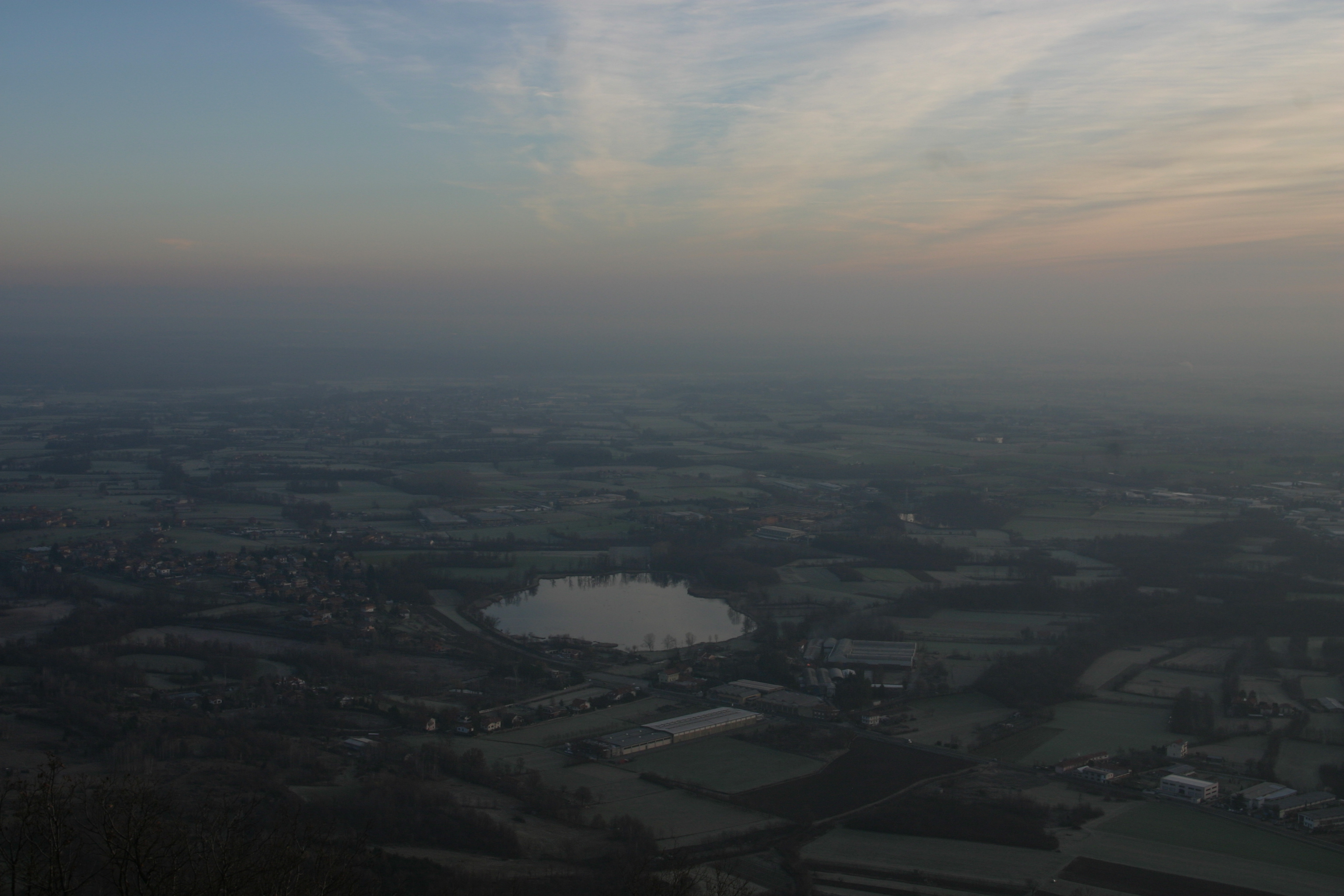
Il lago visto dal Musinè

Lo specchio d'acqua si trova ai piedi del Monte Musinè tra i cordoni di materiale sedimentario che costituiscono l'Anfiteatro morenico di Rivoli-Avigliana. Un tempo i laghi di Caselette erano due, detti Inferiore e Superiore, ma il piccolo Lago Superiore si è progressivamente riempito di sedimenti e già nel 1959 era descritto come uno stagno ormai interrato.

## Ambiente
Il lago ha una notevole importanza come sito di nidificazione e di rifugio per numerose specie di uccelli. Questo grazie in particolare alle sue sponde basse e coperte di vegetazione, che forniscono un buon riparo ai volatili. 
Anche per questo lo specchio d'acqua è stato incluso dalla Regione Piemonte nel sito di interesse comunitario denominato Monte Musiné e Laghi di Caselette.